# Faysal dell'Arabia Saudita
Fayṣal ibn ʿAbd al-ʿAzīz Āl Saʿūd, in arabo فيصل بن عبد العزيز آل سعود (Riad, 14 aprile 1906 – Riad, 25 marzo 1975), è stato il terzo re dell'Arabia Saudita dal 1964 al 1975.
Da sovrano, ha avuto il merito di salvare le finanze del paese e di attuare una politica di modernizzazione e di riforma. Tra i suoi temi principali di politica estera vi erano il panislamismo, l'anticomunismo e il nazionalismo palestinese. Ha stabilizzato con successo la burocrazia del regno ed era popolare tra i sudditi. Nel 1975 fu assassinato dal nipote Faysal bin Musaid.

## Primi anni di vita

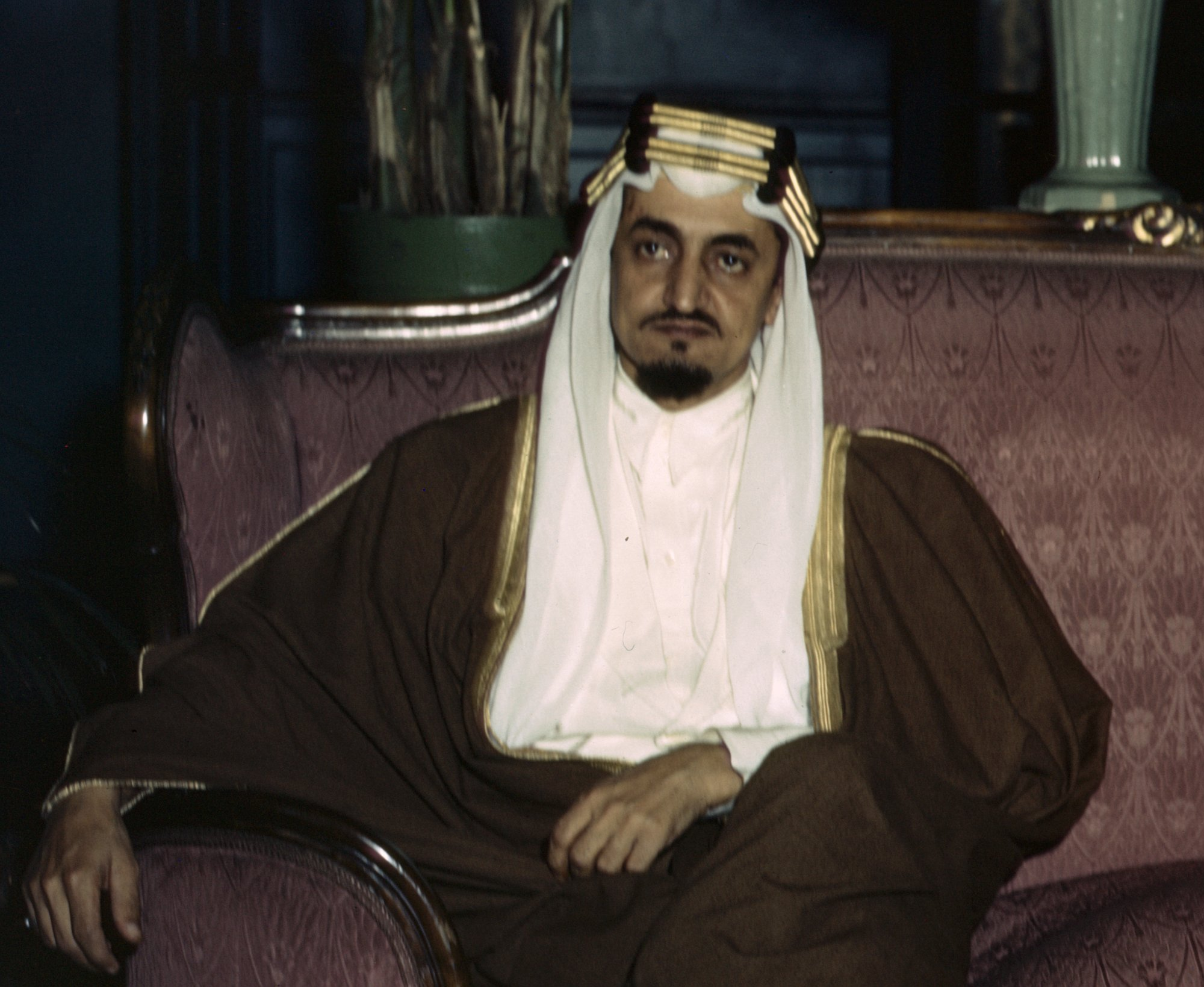
Il futuro sovrano nel 1943.

Faysal nacque a Riad il 14 aprile 1906, terzo figlio del re dell'Arabia Saudita, ʿAbd al-ʿAzīz e di Tarfa bint ʿAbd Allāh bin ʿAbd al-Latīf Āl Shaykh, che il padre aveva sposato nel 1902 dopo la cattura di Riyad. Ella apparteneva alla famiglia Āl al-Shaykh, discendenti da Muḥammad ibn ʿAbd al-Wahhāb, il fondatore del wahhabismo. Il nonno materno di Faysal, ʿAbd Allāh bin ʿAbd al-Latīf, era stato uno dei principali maestri e consiglieri religiosi di re ʿAbd al-ʿAzīz.
La madre di Fayṣal morì nel 1912, quando era molto giovane. Il principe fu allevato dal nonno materno, che gli insegnò il Corano e i principi dell'Islam: una formazione che lasciò un segno su di lui per il resto della vita.
Faysal aveva solo una sorella germana, Nūra, andata sposa a suo cugino Khālid bin Muḥammad bin ʿAbd al-Raḥmān, figlio di Muḥammad bin ʿAbd al-Raḥmān.
Il giovane principe crebbe in un ambiente in cui il coraggio era estremamente apprezzato e coltivato, a differenza della maggior parte dei suoi fratellastri. La madre lo educò a comportarsi secondo il modello tradizionale del capotribù.
Nel 1919, il governo britannico invitò re Abd al-Aziz a visitare Londra. Il sovrano però, non potendoci andare di persona, vi mandò il quattordicenne principe Faysal, facendo di lui il primo reale saudita a visitare il paese. Egli rimase nel Regno Unito per cinque mesi e s'incontrò con diversi funzionari britannici. Nello stesso periodo, visitò anche la Francia, anche in questo caso primo nella famiglia reale saudita.

## Prime esperienze
Essendo uno dei figli maggiori di re ʿAbd al-ʿAzīz, al principe Fayṣal furono delegate numerose responsabilità nel consolidamento del controllo sul paese. Dopo la cattura dello Hāʾ'il e il controllo parziale dell'Asir nel 1922, fu inviato in queste province con quasi seimila combattenti. Ottenne il controllo completo dell'Asir alla fine dell'anno.
Nel 1925, il principe Fayṣal, al comando di un esercito di fedelissimi sauditi, riportò una vittoria decisiva nello Hijaz. A lui e al principe Muḥammad fu delegata la responsabilità degli Ikhwan. Nel 1926 fu nominato viceré dello Hijaz. Spesso si consultò con i capi locali durante il suo mandato.
Nel 1930, il principe divenne ministro degli affari esteri, incarico che mantenne anche come primo ministro e poi re. In questo periodo si recò diverse volte in Europa, visitando anche la Polonia nel 1932, la Turchia di Ataturk e la Russia nel 1933.
Nel 1943 si recò negli Stati Uniti, dove incontrò il presidente Roosevelt.

## Principe ereditario e primo ministro

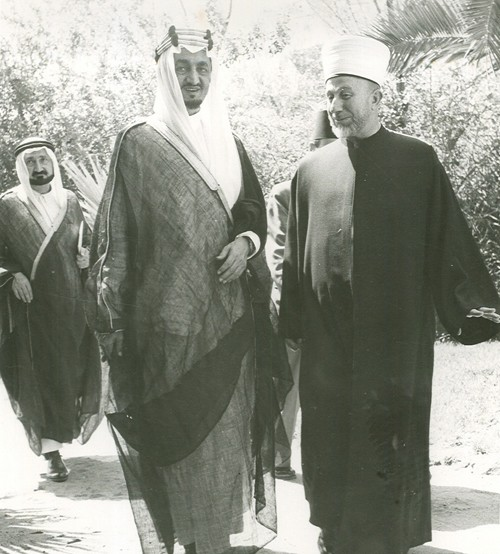
Fayṣal con il Gran mufti di Gerusalemme Amin al-Husseini.

Nel 1953, al momento dell'ascesa al trono del fratello maggiore, re Saʿūd, il principe Faysal fu nominato principe ereditario. Il nuovo sovrano, tuttavia, avviò un programma di sontuose e sconsiderate spese che prevedevano, tra le altre cose, la costruzione di una residenza reale di massa, alla periferia della capitale, Riyad. Egli dovette anche affrontare la pressione del vicino Egitto, dove Gamal Abd el-Nasser aveva rovesciato la monarchia nel 1952. Nasser sostenne un gruppo di principi sauditi dissidenti, guidati da Ṭalāl, che si era recato in Egitto in esilio volontario. Temendo che le politiche finanziarie di re Sa'ud portassero lo stato al collasso, e ritenendo disastrosa la sua gestione degli affari esteri, i membri anziani della famiglia reale e gli ulama (capi religiosi) misero sotto pressione Saʿūd, che nominò Fayṣal primo ministro nel 1958, conferendogli ampi poteri esecutivi. In questa nuova posizione, Faysal cominciò a tagliare grandemente la spesa pubblica, nel tentativo di salvare il tesoro dello Stato dalla bancarotta. Questa politica di prudenza finanziaria fu un segno distintivo della sua epoca, che gli è valsa la reputazione di persona parsimoniosa tra la popolazione.
Una lotta di potere contrappose in seguito il monarca e il principe ereditario, e il 18 dicembre 1960 il principe Fayṣal si dimise dalla carica di capo del governo in segno di protesta, sostenendo d'essere stato frenato dal re nelle sue riforme finanziarie. Re Sa'ud riprese pieni poteri esecutivi e, dopo aver indotto il principe Ṭalāl a tornare dall'Egitto, lo nominò ministro delle finanze. Nel 1962, però, il principe Faysal aveva radunato un sostegno sufficiente all'interno della famiglia reale per farsi nominare primo ministro una seconda volta.
Durante questo periodo, come capo del governo saudita, il principe Faysal stabilì la sua fama di riformatore e modernizzatore. Introdusse l'istruzione per le donne e le ragazze, nonostante la costernazione di molti conservatori dell'ambiente religioso. Per placare i suoi critici, tuttavia, egli permise che il curricolo formativo femminile fosse scritto e riveduto dai membri della casta religiosa, e questa politica durò per molto tempo anche dopo la sua morte.
Nel 1963, il principe Fayṣal fondò la prima stazione televisiva del paese, anche se le trasmissioni non cominceranno che due anni dopo. Come per molte altre sue politiche, la mossa suscitò forti obiezioni da parte delle sezioni religiose e conservatrici del paese. Faysal assicurò, tuttavia, che i principi islamici di modestia sarebbero stati strettamente osservati, e fece in modo che le trasmissioni contenessero una grande quantità di programmazione religiosa.
Il principe ereditario ha contribuito a creare l'Università islamica di Medina nel 1961. Nel 1962, ha contribuito a fondare la Lega musulmana mondiale, un ente di beneficenza di livello mondiale a cui la famiglia reale saudita ha donato più di un miliardo di dollari.

## Conflitto con re Saʿūd
La lotta con re Saʿūd proseguì dietro le quinte per lungo periodo. Approfittando dell'assenza del re dal paese per ragioni mediche nei primi mesi del 1963, Fayṣal cominciò a prendere sempre più responsabilità su di sé. Licenziò molti dei fedeli di Sa'ud dai loro incarichi e nominò al loro posto principi a lui vicini, in posizioni militari e di sicurezza fondamentali. Così, per esempio, il fratellastro Abd Allah fu nominato Comandante della Guardia Nazionale. Al ritorno di re Saʿūd, Fayṣal chiese di esser nominato reggente e di relegare il re a un ruolo puramente cerimoniale. In questo, egli ebbe l'appoggio cruciale degli ulama, che emisero una fatwā (responso legale astratto) pubblicata dal gran muftì dell'Arabia Saudita, un parente del principe Fayṣal per parte di madre, con cui s'invitava il monarca ad acconsentire alle richieste del fratello. In altre parole, il principe Faysal fu sostenuto dalle istituzioni religiose, che facevano capo agli Āl Shaykh. Inoltre, consolidò il sostegno della famiglia Sudairi sposandone una rampolla.
Re Saʿūd, tuttavia, rifiutò, e fece un ultimo tentativo di riconquistare pieni poteri esecutivi, portando il principe Fayṣal a schierare la Guardia Nazionale attorno al palazzo del monarca. I suoi fedelissimi, inferiori di numero, cedettero, e il 4 marzo 1964 il principe Fayṣal fu nominato reggente. In quello stesso anno fu convocato un incontro degli anziani della famiglia reale con gli ulama, e il gran mufti emise una seconda fatwā, con cui s'invitava il monarca ad abdicare al trono in favore di suo fratello. La famiglia reale appoggiò la fatwā, e informò subito re Saʿūd della loro decisione. Il sovrano era ormai spogliato di tutti i suoi poteri, e Fayṣal fu proclamato re il 2 novembre 1964. Poco dopo, Saʿūd andò in esilio in Europa.

## Re dell'Arabia Saudita
In un discorso fatto poco dopo la presa del potere, il 2 novembre 1964 Faysal affermò: "Vi prego, fratelli, di guardare a me come fratello e servitore. La Maestà è riservata solo a Dio e il trono è quello dei cieli e della terra". Tuttavia, il nuovo monarca modificò e ampliò i titoli reali familiari introdotti dal padre. Infatti, la normativa circa i titoli reali istituiti dal servizio civile durante il suo regno saudita affermava che tutti i discendenti diretti di re ʿAbd al-ʿAziz dovessero essere indicati col titolo di "Altezza Reale", quelli dei suoi fratelli e di alcuni dei suoi zii dovessero essere indicati col titolo di "Altezza" e i membri di altri rami riconosciuti dei Sa'ud col titolo di "Eccellenza", un titolo condiviso con non nobili che detengono posizioni governative di alto livello.
Nel 1967, re Fayṣal istituì la carica di secondo vice-primo ministro, affidando l'incarico al principe Fahd.

### Finanze
Al momento della sua ascesa al trono, re Fayṣal vedeva nel restauro delle finanze del paese la sua principale priorità. Egli seguitò a perseguire politiche finanziarie prudenti durante i primi anni del suo regno, riuscendo alla fine a raggiungere i suoi obiettivi, aiutato anche da un aumento della produzione di petrolio.

### La modernizzazione
All'inizio del suo regno, emanò un decreto reale che imponeva a tutti i principi sauditi di far educare i figli all'interno del paese, piuttosto che all'estero; questo ha avuto l'effetto di rendere di moda, per le famiglie delle classi alte, fare studiare i propri figli in patria. Il monarca ha anche introdotto l'attuale sistema delle regioni amministrative, gettando le basi per un moderno sistema di benessere. Nel 1970, fondò il Ministero della Giustizia e varò il primo "piano quinquennale" per lo sviluppo economico del paese.
Le trasmissioni televisive ebbero ufficialmente inizio nel 1965. Nel 1966, un nipote particolarmente zelante di Fayṣal attaccò la sede della nuova televisione saudita, ma fu ucciso dal personale di sicurezza. L'attaccante era il fratello del futuro assassino del monarca, e l'incidente è il motivo più ampiamente accettato per spiegare l'omicidio. Nonostante l'opposizione dei sauditi conservatori alle sue riforme, il monarca seguitò a perseguire la modernizzazione del paese con politiche coerenti con gli insegnamenti dell'Islam.

### Misure contro colpi di Stato

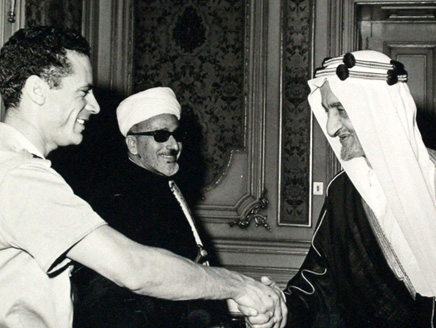
Re Faysal con Muʿammar Gheddafi nei primi anni settanta.

Gli anni cinquanta e sessanta videro numerosi colpi di Stato nella regione arabica. Il golpe attuato da Muʿammar Gheddafi nel 1969, che portò alla caduta della monarchia in Libia, fu visto con particolare inquietudine in Arabia Saudita, a causa della somiglianza geografica ed economica tra i due Paesi. Di conseguenza, il sovrano s'impegnò a costruire un apparato di sicurezza sofisticato, che segnalava situazioni di dissenso. Come in tutte le cose, re Faysal giustificava tali politiche in termini islamici. All'inizio del suo regno, rispondendo alle richieste di una costituzione scritta, egli dichiarò: "La nostra Costituzione è il Corano". Nell'estate del 1969, il monarca ordinò l'arresto di centinaia di ufficiali militari, tra cui alcuni generali, accusandoli di aver pianificato un colpo di stato. Il golpe era stato preparato soprattutto da ufficiali dell'aeronautica, che volevano rovesciare la monarchia e introdurre nel paese un regime di stampo nasseriano. Gli arresti si fondavano forse su un suggerimento dato dai servizi segreti americani, ma non è ben chiaro quanto fosse realmente grave la minaccia.

### Affari religiosi
Re Fayṣal sembrava mantenere una visione pluralista, favorendo una limitata e prudente richiesta popolare di riforme inclusive e facendo ripetuti tentativi di ampliare la rappresentanza politica. Il sovrano riconobbe la diversità religiosa e culturale del suo paese, comprendente la minoranza sciita concentrata ad Al-Hasa e nell'Asir a sud-ovest, con affinità tribali con lo Yemen, soprattutto fra le tribù ismailite della provincia di Najran e della provincia di Jizan, e i musulmani sunniti non wahhabiti del Hijaz. Egli incluse infatti nel governo personaggi non wahhabiti originari della Mecca e di Gedda. Tuttavia, dopo il suo regno, le discriminazioni fondate sulla confessione religiosa, sulla tribù, sull'origine regionale e sul genere sono ritornate all'ordine del giorno e sono rimaste immutate fino a oggi.
È interessante notare che il ruolo e l'autorità degli ulama sono diminuiti dopo l'ascesa al trono di re Fayṣal, anche se questi lo avevano aiutato nella presa del potere. Nonostante la sua pietà, la relazione familiare con la famiglia Āl al-Shaykh e il suo sostegno al movimento pan-islamico nella sua lotta contro il panarabismo, Faysal ha diminuito il potere degli ulama e la loro influenza. A differenza del suo successore, re Faysal tentò d'evitare che i chierici più radicali influenzassero l'organizzazione della società. Egli cercò d'esautorare gli estremisti emarginandoli dalle istituzioni religiose fondamentali, come il Consiglio superiore degli ulama, massimo organo religioso del regno, e dalle posizioni religiose elevate, come la carica di Gran Mufti, un dirigente esperto politicamente riconosciuto e incaricato di mantenere l'intero sistema della legge islamica. Eppure, alcuni dei consiglieri del re lo hanno avvertito che una volta che i fanatici religiosi fossero stati incoraggiati, sarebbero tornati a turbare il regno. Re Faysal non si curò dell'opposizione dei dotti religiosi ai suoi tentativi di modernizzazione accelerata, a volte anche in materie considerate da loro come gravi problemi.
La corruzione nella famiglia reale fu presa molto sul serio da un gruppo religioso che aveva il suo orientamento di fondo nelle scuole di teologia islamica e che sfidò alcune interpretazioni teologiche accettate e adottate dal regime saudita. Una di queste figure influenti era Abd al-Aziz ibn 'Abd Allah ibn Baz, allora rettore del collegio di teologia di Medina. Il sovrano non tollerava le sue critiche e lo fece rimuovere dal suo incarico. Nonostante ciò, i suoi insegnamenti si erano già radicati in alcuni dei suoi studenti. Uno di loro era Juhayman al-Otaybi.

### L'abolizione della schiavitù
La schiavitù non scomparve in Arabia Saudita fino a quando re Fayṣal non emanò un decreto per la sua totale abolizione nel 1962. Peter Hobday ha affermato che circa 1682 schiavi furono liberati in quel momento, per un costo per il governo di 2000 dollari ciascuno. Si sostiene che furono gli Stati Uniti a sollevare la questione della schiavitù, dopo l'incontro tra re ʿAbd al-ʿAzīz e il presidente degli Stati Uniti Franklin D. Roosevelt nel 1945, e che fosse John F. Kennedy a convincere il monarca ad abolirla completamente.

### Le relazioni con l'estero

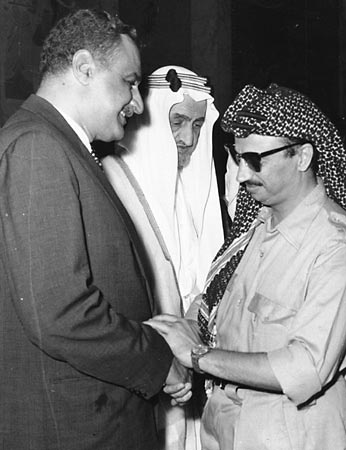
Il presidente egiziano Gamal Abd el-Nasser con Yasser Arafat e re Fayṣal in un vertice arabo del settembre 1970.

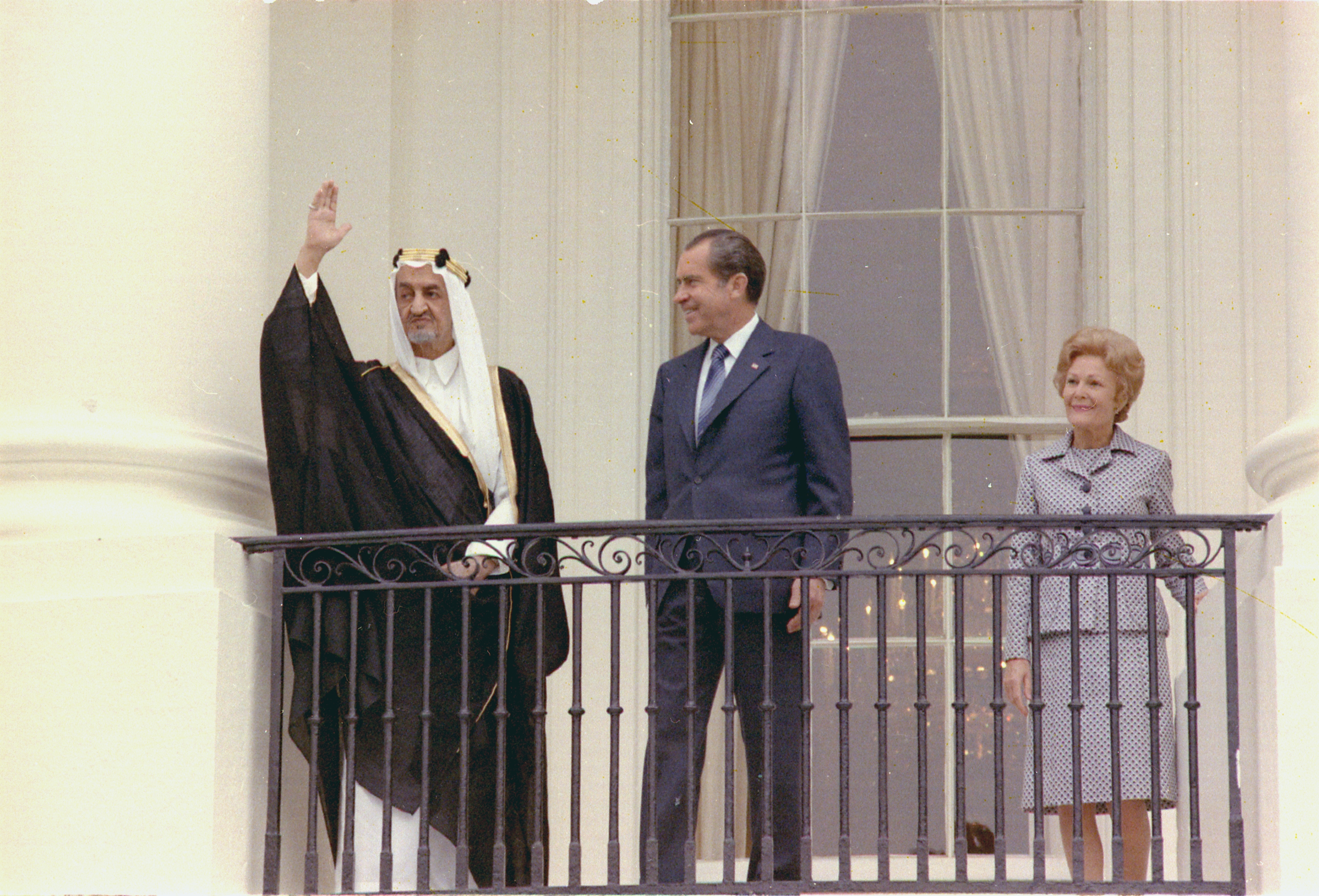
Re Faysal, il presidente statunitense Richard Nixon e la di lui consorte Pat Nixon il 27 maggio 1971

Re Faysal continuò la stretta alleanza con gli Stati Uniti avviata dal padre, ed invocò la loro assistenza nell'armare ed addestrare le forze armate del regno. Il sovrano era anche un convinto anticomunista. Egli rifiutò ogni legame politico con l'Unione Sovietica e gli altri Paesi del blocco comunista, professando di vedere una completa incompatibilità tra il comunismo e l'Islam, e associando questa dottrina politica con il sionismo, che ha pure criticato fortemente. Mantenne stretti rapporti con le democrazie occidentali, tra cui il Regno Unito. Nella sua visita di Stato nel 1967, donò alla regina Elisabetta II una collana di diamanti.
Il sovrano sostenne i movimenti monarchici e conservatori del mondo arabo e cercò di contrastare le influenze del socialismo e del nazionalismo arabo nella regione attraverso la promozione, come una valida alternativa, dell'ideologia panislamista. A tal fine, propose la costituzione della Lega musulmana mondiale, visitando diversi Paesi islamici ed invitandoli a sostenere l'idea. Egli s'impegnò anche in una guerra di propaganda e mediatica con l'Egitto del presidente panarabista Gamal Abd el-Nasser, e si schierò, nella guerra civile dello Yemen del Nord, con la fazione monarchica, che combatteva quella repubblicana sostenuta dall'Egitto. Faysal però non ripudiò mai esplicitamente il panarabismo, continuando ad invocare la solidarietà inter-araba in termini generali.
Tra il 23 e il 25 settembre 1969 re Fayṣal convocò una conferenza a Rabat, in Marocco, per discutere dell'attacco incendiario contro la moschea al-Aqsa di un mese prima. I capi dei 25 paesi musulmani che vi parteciparono chiesero ad Israele di rinunciare al territorio conquistato nel 1967. La conferenza istituì inoltre l'Organizzazione della cooperazione islamica, per sostenere i palestinesi.
Dopo la morte di Nasser nel 1970, re Faysal (unico capo arabo a non aver presenziato ai funerali) si avvicinò all'Egitto del nuovo presidente Sadat, che stava progettando una rottura con l'Unione Sovietica e un passo verso il campo filo-americano. Durante la guerra del Kippur, lanciata da Sadat, re Fayṣal ritirò parte del petrolio saudita dai mercati mondiali, per protestare contro il sostegno occidentale a Israele durante il conflitto, determinando così l'aumento del prezzo del greggio: fu questa la causa principale della grave crisi energetica del 1973. Fu questo l'atto più rilevante della carriera di re Fayṣal, che gli ha guadagnato prestigio duraturo tra molti arabi in tutto il mondo. Nel 1974, fu nominato dalla rivista TIME persona dell'anno, e la manna finanziaria generata dalla crisi alimentò l'espansione economica che l'Arabia Saudita conobbe dopo la sua morte. I nuovi proventi del petrolio consentirono inoltre a Fayṣal di aumentare notevolmente gli aiuti e le sovvenzioni alle forze impegnate nel conflitto con Israele ovvero l'Egitto, la Siria e l'Organizzazione per la Liberazione della Palestina (OLP). Secondo un'opinione largamente diffusa, in Arabia Saudita e in generale nel mondo arabo, dietro l'omicidio del sovrano vi sarebbe una cospirazione occidentale mirante a cambiare la politica petrolifera della nazione. A dar valore a questa ipotesi vi è il fatto che l'assassino era appena tornato dagli Stati Uniti.

## Vita personale
Re Fayṣal si sposò quattro volte. Tre delle sue spose provenivano da famiglie nobili non reali: i Sudairi, gli Al-Jiluwi e gli Al-Thunayan.
La prima moglie, Sulṭāna bint Aḥmad Āl Sudayrī, è la madre del suo primogenito, il principe ʿAbd Allāh, che il futuro sovrano generò quando aveva appena quindici anni. Originaria della famiglia Sudayrī, era sorella minore di Hassa bint Ahmad al-Sudayri, una delle più importanti mogli del padre.
La sua seconda, e più importante, consorte fu Iffat Al-Thunayan. Nata e cresciuta in Turchia, era discendente dai membri della famiglia Āl Saʿūd che erano stati portati a Istanbul dalle forze egiziane nel 1818, al crollo del Primo Stato Saudita, uscito sconfitto nella guerra ottomano-saudita. Si conobbero a Istanbul intorno al 1932, mentre egli era in visita ufficiale in Turchia e si sposarono a Gedda lo stesso anno. Si crede che Iffat influenzasse il marito in molte riforme, in particolare quelle riguardanti le donne.
La sua terza moglie, sposata nel mese di ottobre 1935, è al-Jawhara bint Saʿūd bin ʿAbd al-ʿAziz Āl Saʿūd al-Kabīr, figlia di sua zia, Nūra bint ʿAbd al-Raḥmān. Con lei, Fayṣal ha avuto una figlia, Munira.
La sua quarta moglie, madre del principe Khālid, era Hāya bint Turkī bin ʿAbd al-ʿAziz al-Turkī, un membro del clan Āl Jilūwī.
I figli di Fayṣal hanno ricevuto un'educazione inconsueta rispetto agli altri principi reali sauditi. Il principe Turkī è stato educato in scuole prestigiose del New Jersey, e successivamente ha frequentato la Georgetown University, mentre il principe Saʿūd ha studiato all'Università di Princeton. I figli di re Fayṣal hanno mantenuto posizioni importanti nel governo saudita. Il suo figlio maggiore, ʿAbd Allāh, è stato ministro. Il principe Khālid è stato governatore della provincia di 'Asir, nel sud-ovest dell'Arabia Saudita, per più di tre decenni, prima di diventare governatore della provincia della Mecca, poi ministro dell'istruzione e di nuovo governatore della Mecca. Il principe Saʿūd è stato ministro degli Affari Esteri tra il 1975 e il 2015. Il principe Turkī è stato capo del servizi segreti sauditi, ambasciatore nel Regno Unito e in seguito ambasciatore negli Stati Uniti.
Una figlia di re Fayṣal, Haifa, è sposata con Bandar bin Sulṭān. Bandar era stato disconosciuto dal padre Sultan, perché concepito con una donna di rango inferiore. Re Faysal, però, ha costretto il principe Sultan a riconoscerlo come principe legittimo dandogli in sposa sua figlia. Un'altra figlia, Luʾluʾa, è un'attivista di primo piano per l'educazione delle donne in Arabia Saudita. Nel 1962, sua figlia Sāra ha fondato una delle prime organizzazioni di beneficenza, al-Nahḍa, che ha vinto il primo premio Chaillot per le organizzazioni per i diritti umani nel Golfo nel 2009. Una delle sue figlie, e sorella germana del principe Khalid, Mishail, è morto all'età di 72 anni nel mese di ottobre 2011.
Re Fayṣal parlava correntemente l'inglese e il francese.

## L'assassinio
Il 25 marzo del 1975, re Fayṣal fu colpito a bruciapelo e ucciso dal figlio del suo fratellastro, Fayṣal bin Musā'id, che era appena tornato dagli Stati Uniti. L'omicidio avvenne durante un majlis (letteralmente, un "posto per sedersi"), un evento in cui il re o il capo di una tribù apre la sua residenza ai cittadini per permetter loro di entrare e presentare una petizione.
Nella sala d'attesa, il principe Fayṣal parlò con i rappresentanti del Kuwait, che attendevano di incontrare il monarca. Quando il principe si avvicinò per abbracciarlo, il monarca si chinò per scambiare con lui un bacio, secondo l'uso saudita. In quel momento, il principe Fayṣal tirò fuori una pistola e gli sparò. Il primo colpo colpì il mento del monarca e il secondo gli attraversò un orecchio. Una guardia del corpo colpì il principe Fayṣal con una spada. Il ministro del Petrolio Zakī Yamānī urlò più volte di non uccidere l'attentatore.
Il monarca fu rapidamente portato in ospedale, dove i medici tentarono di rianimarlo con un massaggio cardiaco e una trasfusione di sangue. Non ebbero però successo, e il re morì poco dopo. Sia prima che dopo l'assassinio, il principe mantenne un atteggiamento calmo. In seguito all'uccisione, a Riyad furono proclamati tre giorni di lutto e le attività del governo furono sospese.
Secondo una teoria, il principe si sarebbe voluto vendicare della morte del fratello Khaled. Infatti, quando re Faysal, nel quadro del suo programma di riforme, introdusse nel regno la televisione, vi furono diverse violente proteste, una delle quali fu condotta dal principe Khaled, che nel corso di un attacco a una stazione televisiva fu ucciso da un poliziotto.
L'uccisore fu subito catturato e ufficialmente dichiarato pazzo. Dopo il processo, una giuria di esperti medici sauditi decise ch'egli era sano di mente quando aveva sparato al re. L'alta corte religiosa lo condannò perciò a morte per regicidio. L'esecuzione pubblica seguì, mediante decapitazione. il 18 giugno 1975, alle 16:30, tre ore prima del tramonto, prima che una folla di migliaia di persone raggiungesse il Palazzo di Giustizia.
Il corpo del monarca fu sepolto nel cimitero al-'Ud di Riyad il 26 marzo 1975. Il suo successore, re Khalid, pianse sul suo corpo alle esequie.

## Memoria ed eredità

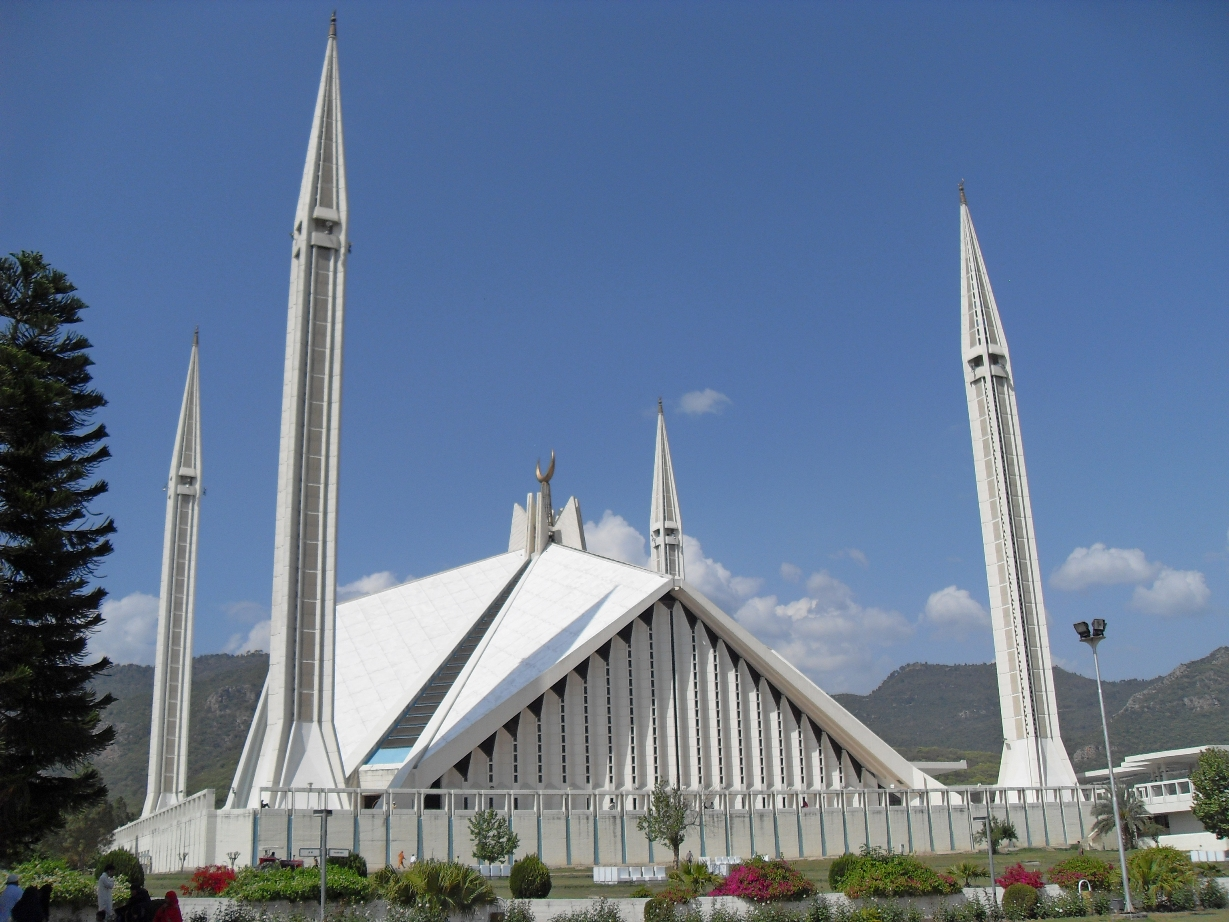
La Moschea Faysal, intitolata al monarca, a Islamabad, in Pakistan.

Dopo la sua morte, la famiglia reale ha istituito la Fondazione Re Faysal, un'organizzazione filantropica.
Il sovrano è stato elogiato dal paroliere Robert Hunter in una canzone dell'album Blues for Allah del 1975 dei Grateful Dead. Nel 2013, Alexei Vassiliev ha pubblicato una sua biografia intitolata: "Re Faysal dell'Arabia Saudita: personalità, fede e tempo".

### In Pakistan
- Lyallpur, la terza città più grande del Pakistan, è stata ribattezzata Faisalabad (letteralmente "Città di Faisal") nel 1979, in suo onore.
- La Moschea Faysal di Islamabad è dedicata a lui. La strada principale di Karachi è stato rinominato Shahrah-e-Faisal e il quartiere della prima periferia ha ricevuto il nome di Shah Faysal.
- Una delle due principali basi della Forza aerea del Pakistan nella provincia di Sindh, vicino a Karachi, si chiama "Faysal" in onore del sovrano.[71]

## Albero genealogico
|                                                |                                          |                                   | Genitori                           |  |  | Nonni |  |  | Bisnonni        |  |  | Trisnonni                     |  |
|                                                |                                          |                                   |                                    |  |  |       |  |  | Fayṣal Āl Saʿūd |  |  | Turkī bin ʿAbd Allāh Āl Saʿūd |  |
|                                                |                                          |                                   |                                    |  |  |       |  |  | Fayṣal Āl Saʿūd |  |  | Turkī bin ʿAbd Allāh Āl Saʿūd |  |
|                                                |                                          | Hia bint Ḥamad Tamīmī             |                                    |  |  |       |  |  | Fayṣal Āl Saʿūd |  |  |                               |  |
| ʿAbd al-Raḥmān Āl Saʿūd                        |                                          |                                   |                                    |  |  |       |  |  | Fayṣal Āl Saʿūd |  |  |                               |  |
|                                                |                                          | Sāra bint Misharī Āl Saʿūd        | Misharī b. ʿAbd al-Raḥmān b. Saʿūd |  |  |       |  |  |                 |  |  |                               |  |
|                                                |                                          | Sāra bint Misharī Āl Saʿūd        | Misharī b. ʿAbd al-Raḥmān b. Saʿūd |  |  |       |  |  |                 |  |  |                               |  |
|                                                |                                          | Sāra bint Misharī Āl Saʿūd        | …                                  |  |  |       |  |  |                 |  |  |                               |  |
| ʿAbd al-ʿAzīz dell'Arabia Saudita              |                                          | Sāra bint Misharī Āl Saʿūd        |                                    |  |  |       |  |  |                 |  |  |                               |  |
|                                                |                                          | Aḥmad al-Kabīr al-Sudayrī         | Muḥammad b. Turkī al-Sudayrī       |  |  |       |  |  |                 |  |  |                               |  |
|                                                |                                          | Aḥmad al-Kabīr al-Sudayrī         | Muḥammad b. Turkī al-Sudayrī       |  |  |       |  |  |                 |  |  |                               |  |
|                                                |                                          | Aḥmad al-Kabīr al-Sudayrī         | …                                  |  |  |       |  |  |                 |  |  |                               |  |
| Sāra bint Aḥmad al-Sudayrī                     |                                          | Aḥmad al-Kabīr al-Sudayrī         |                                    |  |  |       |  |  |                 |  |  |                               |  |
|                                                |                                          | …                                 | …                                  |  |  |       |  |  |                 |  |  |                               |  |
|                                                |                                          | …                                 | …                                  |  |  |       |  |  |                 |  |  |                               |  |
|                                                |                                          | …                                 | …                                  |  |  |       |  |  |                 |  |  |                               |  |
| Faysal dell'Arabia Saudita                     |                                          | …                                 |                                    |  |  |       |  |  |                 |  |  |                               |  |
|                                                | Abd al-Latif bin Abd al-Rahman Al-Sheikh | Abd al-Rahman bin Hasan Al-Sheikh |                                    |  |  |       |  |  |                 |  |  |                               |  |
|                                                | Abd al-Latif bin Abd al-Rahman Al-Sheikh | Abd al-Rahman bin Hasan Al-Sheikh |                                    |  |  |       |  |  |                 |  |  |                               |  |
|                                                | Abd al-Latif bin Abd al-Rahman Al-Sheikh | …                                 |                                    |  |  |       |  |  |                 |  |  |                               |  |
| Abdullah bin Abd al-Latif Al-Sheikh            | Abd al-Latif bin Abd al-Rahman Al-Sheikh |                                   |                                    |  |  |       |  |  |                 |  |  |                               |  |
|                                                |                                          | …                                 | …                                  |  |  |       |  |  |                 |  |  |                               |  |
|                                                |                                          | …                                 | …                                  |  |  |       |  |  |                 |  |  |                               |  |
|                                                |                                          | …                                 | …                                  |  |  |       |  |  |                 |  |  |                               |  |
| Tarfa bint Abdullah bin Abd al-Latif Al-Sheikh |                                          | …                                 |                                    |  |  |       |  |  |                 |  |  |                               |  |
|                                                |                                          | …                                 | …                                  |  |  |       |  |  |                 |  |  |                               |  |
|                                                |                                          | …                                 | …                                  |  |  |       |  |  |                 |  |  |                               |  |
|                                                |                                          | …                                 | …                                  |  |  |       |  |  |                 |  |  |                               |  |
| …                                              |                                          | …                                 |                                    |  |  |       |  |  |                 |  |  |                               |  |
|                                                |                                          | …                                 | …                                  |  |  |       |  |  |                 |  |  |                               |  |
|                                                |                                          | …                                 | …                                  |  |  |       |  |  |                 |  |  |                               |  |
|                                                |                                          | …                                 | …                                  |  |  |       |  |  |                 |  |  |                               |  |
|                                                |                                          | …                                 |                                    |  |  |       |  |  |                 |  |  |                               |  |